# Ярослав Недвед
Ярослав Недвед (чеськ. Jaroslav Nedvěd; нар. 24 вересня 1969, Ліберець, Чехословаччина) — чехословацький та чеський хокеїст.

## Ігрова кар'єри

### Початок
Недвед почав свою професійну кар'єру в ХК «Пльзень», де відіграв один сезон 88/89 років, потім провів також один сезон у складі ХК «Ліберець», а вже у 1990 році перейшов до «Спарта» (Прага). Два сезони 1991/93 років відіграв за клуб ХК «Оломоуць», де набрав 42 очка у 77 матчах в тому числі у плей-оф провів три матчі закинув одну шайбу та зробив одну передачу.

### Північна Америка
Недвед відіграв сезон 1993-94 років в США, де провів 44 гри в Міжнародній хокейній лізі за «Цинциннаті Циклонес» та 2 матчі в Хокейній лізі Східного узбережжя за «Бірмінгем Буллз».

### Повернення до Європи
Недвед повертається до Чехії до клубу «Спарта» (Прага), де грає протягом наступних чотирьох сезонів, у 2000 році увійшов до команди «Усіх зірок» Кубка Шпенглера. Потім він переїхав до Фінляндії і провів один сезон за ГПК (Гямеенлінна) після чого повертається до «Спарти» втретє, де він провів ще чотири сезони. У 2003 році у нього був контракт з клубом із Словаччини «Слован» (Братислава), на початку сезону він грав за клуб ХК «Ліберець» (33 матча, 1+7). У 2004 році грав в Росії за місцевий «Нафтохімік» з Нижньокамська, але провів тільки 9 ігор і повернувся до Словаччини, де приєднався до «Жиліни».

### Азійська ліга
У 2005 році Недвед переїхав до Азії, де виступав два сезони за «Аньян Халла» з Кореї. Загалом за два сезони проведе 65 матчів, за системою «гол=пас» набрав 76 очок (26+50).

### Друге повернення до Європи
У 2007 році Ярослав приєднався до «Спарти» в четвертий раз, це дало йому шанс зіграти в одній команді з братом Петром. У 2008 році Недвед грає в Словенії за «Акроні» з австрійської хокейної ліги. У 2009 році Недвед підписує контракт з ХК «Бероунські ведміді» з 1 Ліги чемпіонату Чехії. Пізніше він закінчить сезон 2008-2009 в ХК «Пльзень» чеської екстраліги, де він зробить 1 передачу в 9 матчах. У сезонах 2010-2012 він зіграє лише сім матчів у клубі «Кладно», після чого завершить кар'єру хокеїста.